# Anastazie Kopřivová
Anastazie Kopřivová (rusky Анастасия Копршивова), rozená Anastasia Vasiljevna Vukolova (14. května 1936 Praha), je česká pedagožka ruského původu, historička, překladatelka a publicistka dějin ruské emigrace v Československu.

## Život
Narodila se v Praze jako mladší ze dvou dcer ruského emigranta Vladimíra Vukolova, který na útěku před bolševiky přišel ze Sovětského svazu roku 1921 do Prahy, vystudoval zde zemědělské inženýrství na ČVUT a pracoval jako botanik ve Výzkumném ústavu zemědělském. Matka Sofie Sergejevna, rozená Marakujeva, pocházela z jižního Ruska; dědeček z matčiny strany Sergej Vladimirovič Marakujev byl rovněž ruský emigrant v Československu, obchodní zástupce firmy, který se nemohl vrátit domů, v květnu roku 1945 byl sovětskými agenty kontrarozvědky Smerš v Praze zatčen, odsouzen za protisovětskou činnost a odvlečen do Sovětského svazu, kde do jednoho měsíce zemřel. O jeho smrti se rodina dozvěděla až roku 1989. Rodiče po své emigraci do Československa bydleli v Praze, na Hanspaulce. Starší dcera Sofia (1930–2009) byla výtvarnicí a provdala se za režiséra Václava Vorlíčka. Anastazie vystudovala pedagogiku, češtinu a ruštinu na filozofické fakultě Karlovy univerzity v Praze a pracovala v Pedagogickém ústavu J. A. Komenského. S českým manželem přijala příjmení Kopřivová, vychovali dvě dcery.
Po odchodu do důchodu začala s velkou pílí a energií zpracovávat dějiny ruské emigrace a kultury v Československu, publikovala o nich několik článků. V roce 1992 se zapojila do práce výboru pro výzkum meziválečné ruské emigrace Oni byli první, který založil Vladimír Bystrov s cílem rehabilitovat tisíce zmizelých Rusů, s československým či jiným občanstvím, kteří byli po květnu 1945 zavlečeni do Sovětského svazu.
Příležitostně publikuje stati o českých emigrantech v Rusku a ruských emigrantech v Československu, a to v češtině nebo v ruštině. Dále ve spolupráci s Lukášem Babkou a Lidijí Petruševovou uspořádala a publikovala  Ruský zahraniční historický archiv v Praze, jeho provozní dokumenty a katalog sbírek, uložených v pražské Slovanské knihovně a ve Státním archivu Ruské federace.

## Dílo (výběr)
- Bratři Michail a Boris Rombergovi a jejich životní osud. In: Moravskotřebovské vlastivědné listy. Městské muzeum v Moravské Třebové 11, (2000,) s. 26–30.
- Ruští emigranti ve Všenorech, Mokropsech a Černošicích (20. a 30. léta XX. století), rusky: Praha 2000, česky: Praha 2003
- Střediska ruského emigrantského života v Praze : (1921–1952), Praha 2001, ISBN 9788070503782
- Karel Kramář a ruské emigrace. In: Karel Kramář (1860–1937): život a dílo. Ústav českých dějin FF UK v Praze, 2009, s. 268–281.
- Kňažeskij rod Dolgorukovych. K 150-letiju so dnja rožděnija P. D. Dolgorukova, in: Časopis Russkaja Tradicija, 26. října 2016, dostupné online

## Jiné projekty
- Podílela se na scénáři, katalogu a dokumentaci výstavy Zkušenost exilu, Osudy exulantů z území bývalého Ruského impéria v meziválečném Československu, které pod vedením Sergeje Jakovleviče Gagena roku 2017 uspořádal Památník národního písemnictví v letohrádku Hvězda v Praze.
- Podílela se na třídílném dokumentu České televize Čechoslováci v gulagu, dostupném online